# Francuska Gornja Volta
Francuska Gornja Volta (fra. Haute-Volta) bila je kolonija Francuske Zapadne Afrike. 
Osnovana je 1. ožujka 1919. na područjima, koja su bila dio kolonije Gornjeg Senegala i Nigera i Obale Bjelokosti. Kolonija je raspuštena 5. rujna 1932., a njeni dijelovi pripali su pod upravu Obale Bjelokosti, Francuskoga Sudana i Nigera.
Nakon Drugog svjetskog rata, 4. rujna 1947., kolonija je oživila kao dio Francuske unije, u svojim ranijim granicama. Dana, 11. prosinca 1958. je rekonstituirana kao autonomna Republika Gornja Volta, unutar francuske zajednice, a dvije godine kasnije, 5. kolovoza 1960. ostvarila je punu neovisnost. Dana 4. kolovoza 1984., godine mijenja ime u Burkina Faso.
Naziv Gornja Volta pokazuju, da zemlja ima gornji tok rijeke Volte. Rijeka je podijeljen u tri dijela: Crna, Bijela i Crvena Volta.